# برهان الدين أولكان
برهان الدين أولكان باريامان (1646-1704)، المعروف أيضًا باسم الشيخ برهان الدين أولكان هو رجل دين إسلامي (عالم) من منطقة مينانجكابو. يعتبر رائد الدعاة الإسلاميين في غرب سومطرة. كما يُعرف بأنه شخصية قيادية في الحركات الإسلامية المناهضة للاستعمار الهولندي. وفيما يتعلق بالعقيدة الإسلامية، فقد كان مرشدا صوفيا (عالم من الروحانية) تابع للطريقة الشطارية طريقة مقرها في منطقة مينانغكابو.

## السيرة الشخصية

### النشأة والتعليم
ولد برهان الدين تحت اسم بونو. ولد في مدينة أولكان الساحلية (اليوم باريامان). في طفولته، لم يكن على علم بتعاليم الإسلام، لأن والديه ومجتمعه لم يكن على دراية بالدين. اعتنق هو ووالده البوذية بدلاً من ذلك. في وقت لاحق، بناءً على دعوة ووعظ من تاجر غوجارات الذي نشر الإسلام بعد ذلك في بيكان باتانغ بنجكاواس (الآن بيكان توو)، ترك الشاب برهان الدين ووالده البوذية واعتنقوا الإسلام.
في سن الرشد، بدأ برهان الدين يتجول ويترك مكان والديه. درس في آتشيه في عهد الشيخ عبد الرؤوف السنكيلي مفتي سلطنة آتشيه، كان من أتباع وتابع الشيخ أحمد القصيسي من المدينة المنورة. سمح الشيخ أحمد لكل من السنكيلي وبرهان الدين بنشر الإسلام في مناطقهم.
لمدة عشر سنوات، تعلم برهان الدين مختلف علوم الإسلام والطريقة من السنكيلي. ومن بين المجالات دروس تشمل العلوم باللغة العربية والتفسير والحديث والفقه والتوحيد والتصوف والعقيدة والشريعة والمفاهيم المتعلقة بالطريقة، مثل فهم الحقيقة والمعرفة.

### الدعوة
بعد ثلاثين عامًا من الدراسة في آتشيه، عاد برهان الدين إلى موطنه الأصلي مينانجكاباو لنشر تعاليم الإسلام هناك. في عام 1680، عاد إلى أولكان وأسس سوراو (مبنى التجمع الإسلامي) في ميدان تانجونج، الواقع في مجمع تبلغ مساحته حوالي خمسة هكتارات. هناك، نشر تعاليم الإسلام وكذلك طور الطريقة الشطارية. في هذه السوراو، تم تنفيذ العديد من الأنشطة الدينية والاجتماعية، مثل الصلوات اليومية، ودراسة الدين، والمشورة (اتخاذ القرار على أساس الإجماع) والدعوة وتعلم الفنون وفنون الدفاع عن النفس. نما سوراو بسرعة وأصبح في وقت لاحق المدارس الإسلامية الداخلية (نمط مدرسة داخلية الإسلامية الإكليريكية). تلقى برهان الدين احترامًا كبيرًا من الناس، وتم قبول التعاليم التي جاء بها على نطاق واسع هناك. جاء الطلاب للتعلم من داخل منطقة مينانغكابو وخارجها بما في ذلك رياو وجمبي وملقا.
من خلال مدرسته الداخلية، قام برهان الدين بتدريس مختلف التخصصات الإسلامية لطلابه، مثل التفسير والحديث والفقه والعقيدة وغيرها. كما قدم الدعوة للمجتمع من خلال البنجاجيان (دراسة دينية). بفضل جهود برهان الدين، انتشرت تعاليم الإسلام بسرعة في منطقة مينانغكابو.

### الوفاة
توفي برهان الدين بعد عشر سنوات من تأسيس المدرسة. في وقت لاحق، استمرت المدرسة بقيادة ابنه الشيخ عبد الله فقيه. لخدمة ونشر الإسلام في غرب سومطرة، حتى يومنا هذا قبر برهان الدين يحظى باهتمام كبير من الحجاج، وخاصة من قبل أعضاء الطريقة الشطارية. وفقًا للتقاليد المحلية، يُطلق على الحج اسم Basapa، وهو اختصار لكلمة bersafar bersempar (مع عشرات الآلاف من الأشخاص)، ويتم القيام به كل يوم أربعاء من العاشر من شهر صفر في التقويم الإسلامي.